# ويليام كولمان (محامي)
ويليام كولمان (بالإنجليزية: William Coleman)‏ هو محامي أمريكي، ولد في 1704 في فيلادلفيا في الولايات المتحدة، وتوفي في 1769.